# The Dark Order
 (août 2021).
Palmarès
1 fois AEW TNT Championship (Mr. Brodie Lee)
The Dark Order est un clan de catcheurs composé de Evil Uno, Alex Reynolds et John Silver. Ils travaillent actuellement à la All Elite Wrestling.
Le Dark Order à de nombreux autres membres masqués apparaissant principalement en 2019 lors des débuts du groupe, appelés « Creepers ». Le 26 décembre 2020, le leader du clan, Brodie Lee, meurt subitement. Un hommage lui est rendu dans un épisode spécial de AEW Dynamite, le 30 décembre 2020.

## Carrière

### All Elite Wrestling (2019-...)

#### Débuts et formation (2019-2020)
Le 25 mai 2019 lors du premier show inaugural de la All Elite Wrestling : Double or Nothing, Stu Grayson et Evil Uno, accompagnés de nombreux hommes masqués nommés « creepers », effectuent leur première apparition en tant que The Dark Order.
Le 13 juillet à Fight for the Fallen, ils remportent un 3-Way Tag Team Match en battant TH2 et Jurassic Express, se qualifiant pour un tournoi désignant les futurs champions du monde par équipe de la AEW à All Out. Le 31 août à All Out, ils se qualifient pour le second tour du tournoi en battant les Best Friends.
Le 23 octobre à Dynamite, ils perdent face à SCU, ne se qualifiant pas pour la suite du tournoi[réf. nécessaire]. Le 20 novembre à Dynamite, une série de spots fut diffusée, faisant la promotion du Dark Order par un porte parole du groupe. Plus tard, Alex Reynolds et John Silver rejoignent le clan.
Le 1er janvier 2020, « The Exalted One » est révélé comme étant le mystérieux leader du Dark Order. Le 29 février à Revolution, ils battent SCU.

#### The Exalted One et capture du titre TNT (2020)

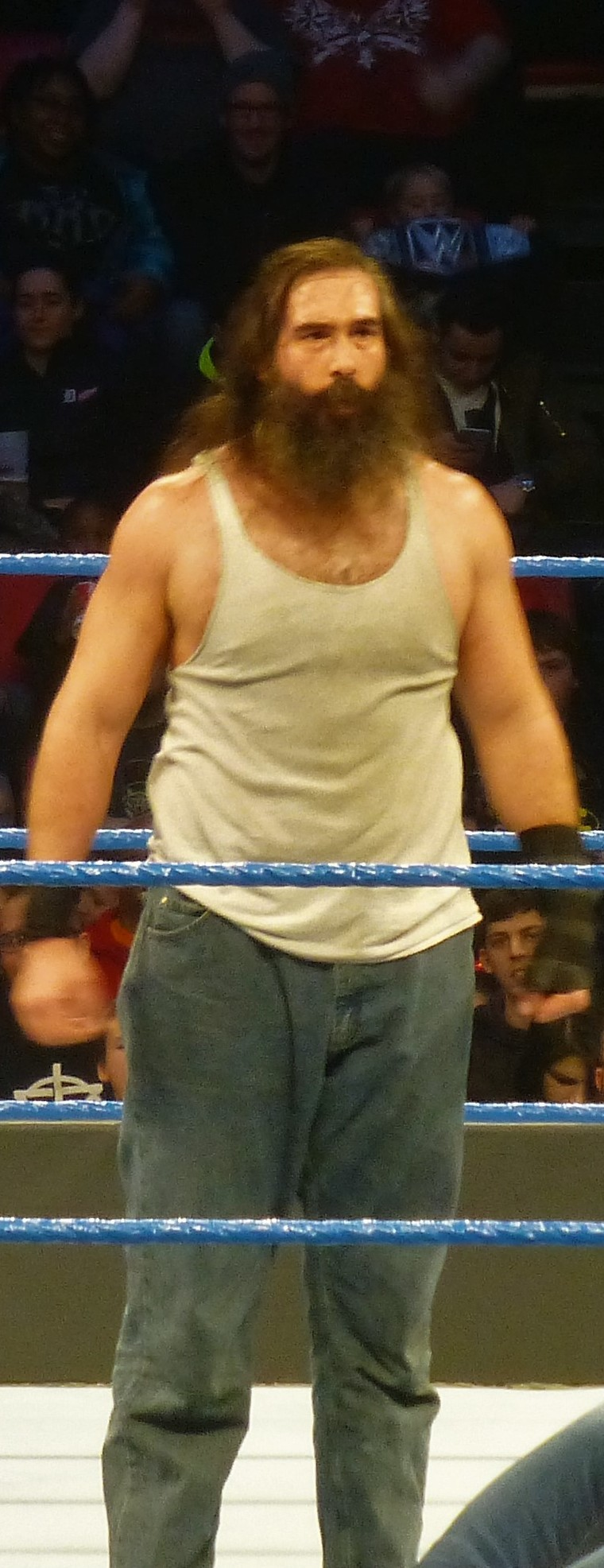
Brodie Lee, le leader du Dark Order

Le 18 mars à Dynamite, Brodie Lee fait ses débuts à la All Elite Wrestling, se révélant être « The Exalted One » et le chef du clan, en portant un coup de la corde à linge à Christopher Daniels[réf. nécessaire].
Le 22 avril, Preston Vance rejoignit le Dark Order en tant que #10. Le 23 mai à Double or Nothing, Brodie Lee ne remporte pas le titre mondial de la AEW, battu par Jon Moxley. Le 9 juin à AEW Dark, Alan Angels rejoint le clan en tant que #5 et bat Lee Johnson. Le lendemain à Dynamite, c'est au tour de Colt Cabana d'être recruté par le clan, après avoir enchaîné une série de défaites.
Le 29 juillet à Dynamite, Evil Uno et Stu Grayson ne remportent pas les titres mondiaux par équipe de la AEW, battus par «Hangman» Adam Page et Kenny Omega. Après le combat, tous les membres du clan attaquent leurs adversaires, qui seront secourus par les Young Bucks et FTR. Le même soir, Anna Jay apparaît avec les autres membres du clan, rejoignant officiellement le groupe. Le 22 août à Dynamite, #5, Alex Reynolds et John Silver perdent face à l'Elite dans un 6-Man Tag Team Match. Plus tard dans la soirée, Brodie Lee devient le nouveau champion TNT de la AEW en battant Cody Rhodes. Après le match, tous les membres du clan tabassent Cody, Dustin et Brandi Rhodes. Le 5 septembre à All Out, Brodie Lee, Colt Cabana, Evil Uno et Stu Grayson perdent face à The Natural Nightmares (Dustin Rhodes et QT Marshall), Matt Cardona et Scorpio Sky dans un 8-Man Tag Team Match.
Le 7 octobre à Dynamite, Brodie Lee perd face à Cody Rhodes dans un Dog Collar Match, ne conservant pas son titre TNT de la AEW.
Le 26 décembre 2020, le leader du clan, Brodie Lee, meurt d'une maladie pulmonaire après deux mois d'hospitalisation. Le 30 décembre à Dynamite : Tribute to Brodie Lee, la fédération lui rend  hommage dans un show organisé en son honneur. Au cours de cet épisode, tous les membres du clan effectuent un Face Turn. En effet, Colt Cabana et les Young Bucks battent Matt Hardy et Private Party dans le premier 6-Man Tag Team Match. Evil Uno, Stu Grayson et Lance Archer battent The Butcher, The Blade et Eddie Kingston dans le second 6-Man Tag Team Match. Alex Reynolds, John Silver et «Hangman» Adam Page battent MJF, Ortiz et Santana dans le troisième 6-Man Tag Team Match. Anna Jay et Tay Conti battent Dr Britt Baker D.M.D et Penelope Ford. Et lors du main-event, #10, Cody Rhodes et Orange Cassidy battent la Team Taz dans le Brodie Lee Junior's Dream Match. Après le match, Tony Khan déclara le fils de Brodie Lee champion TNT à vie en lui remettant la ceinture, déclarant que son père était le plus grand champion TNT de l'histoire du titre.

#### Alliance avec «Hangman» Adam Page, tensions au sein du clan et réconciliation (2021-2022)
Le 28 juillet à Fight for the Fallen, le clan (Alex Reynolds, John Silver, Evil Uno et Stu Grayson) et « Hangman » Adam Page perdent face à l'Elite (Kenny Omega, les Young Bucks et les Good Brothers) dans un 10-Man Elimination Tag Team Match. Le 25 août à Dynamite, des tensions règnent au sein du clan, à cause du mauvais leadership d'Evil Uno[réf. nécessaire]. Le 29 septembre à Dynamite, le clan et Orange Cassidy battent HFO (Matt Hardy, The Butcher & The Blade, Private Party et TH2) et Jora Johl dans un 16-Man Tag Team Match. Après le combat, tous les membres du clan se réconcilient[réf. nécessaire].
Le 16 avril 2022 à Battle of the Belts, Tay Conti s'allie avec son compagnon actuel, Sammy Guevara, effectue un Tweener Turn et assiste à la victoire controversée de ce dernier sur Scorpio Sky pour le titre TNT de la AEW. Le 3 mai, Stu Grayson quitte la compagnie, à la suite de l'expiration de son contrat. Le 30 juin, Alan Angels quitte, lui aussi, la compagnie de la même manière.
Le 20 juillet à Fyter Fest - Night 2, pendant le Barbed Wire Everywhere Death Match entre Chris Jericho et Eddie Kingston, Anna Jay effectue un Heel Turn en attaquant Ruby Soho, quittant le clan et rejoignant la Jericho Appreciation Society. Le 4 septembre à All Out, Alex Reynolds, John Silver et "Hangman" Adam Page ne remportent pas les titres mondiaux en trio de la AEW, battus par l'Elite en finale du tournoi.
Le 25 novembre à Rampage, Preston Vance (#10) effectue un Heel Turn en se retournant contre ses propres partenaires et Evil Uno venu les aider, puis rejoint le camp adverse, La Facción Ingobernable, se débarrassant de son masque devant #-1.
Le 28 juin 2023 à Dynamite, les trois hommes répondent au défi de Page et les Young Bucks pour un Trios match, mais reprochent au premier de leur avoir tourné le dos et ne pas donné de nouvelles depuis que celui-ci soit revenu dans l'Elite. Ils perdent ensuite face au trio adverse[réf. nécessaire].

## Membres du clan
| * | Membre(s) fondateur(s) |
| L | Leader(s)              |

| Identité            | Identité | Arrivée                  | Départ                   | Notes                                          |
| ------------------- | -------- | ------------------------ | ------------------------ | ---------------------------------------------- |
| Evil Uno (1)        | *        | 25 mai 2019              |                          |                                                |
| Stu Grayson (2)     | *        | 25 mai 2019 15 mars 2023 | 2 mai 2022 1er juin 2023 | FLQ Heavyweight Champion (1 fois)              |
| Alex Reynolds (3)   |          | 18 décembre 2019         |                          |                                                |
| John Silver (4)     |          | 18 décembre 2019         |                          |                                                |
| Mr. Brodie Lee      | L        | 18 mars 2020             | 26 décembre 2020         | 1er leader du groupe AEW TNT Champion (1 fois) |
| Preston Vance (10)  |          | 22 avril 2020            | 25 novembre 2022         |                                                |
| Alan Angels (5)     |          | 5 juin 2020              | 29 juin 2022             |                                                |
| Colt Cabana (8)     |          | 24 juin 2020             | 15 mars 2022             |                                                |
| Anna Jay (99)       |          | 29 juillet 2020          | 27 juillet 2022          |                                                |
| Brodie Lee Jr. (-1) |          | 26 décembre 2020         |                          |                                                |

Membres honoraires
| Membre              | Arrivée          | Dernière apparition | Note |
| ------------------- | ---------------- | ------------------- | ---- |
| Les "Creepers"      | 1er août 2019    | 27 août 2020        |      |
| Le porte-parole     | 20 novembre 2019 | 3 juin 2020         |      |
| 8                   | 1er avril 2020   | 1er avril 2020      |      |
| 9                   | 1er avril 2020   | 5 août 2020         |      |
| Brodie Lee Jr. (-1) | 22 décembre 2020 |                     |      |

Sous-groupes au sein du clan
| Groupe                 | Membre                      | Activité  | Note |
| ---------------------- | --------------------------- | --------- | ---- |
| Evil Uno & Stu Grayson | Evil Uno et Stu Grayson     | 2019-2022 |      |
| Reynolds & Silver      | Alex Reynolds & John Silver | 2019-...  |      |
| Vance & Angels         | Preston Vance & Alan Angels | 2019-2022 |      |

## Palmarès
- All Elite Wrestling
  - AEW TNT Championship - (1 fois) - Brodie Lee

- Federation de Lutte Québécois
  - FLQ Heavyweight Championship (1 fois, actuellement) - Stu Grayson